# ابوالحسن ورزی
ابوالحسن ورزی (دی ۱۲۹۳ تهران – مهر ۱۳۶۸ تهران) شاعر و غزل‌سرای ایرانی بود.

## زندگی
ابوالحسن ورزی، فرزند حسین فلاح زاده به سال ۱۲۹۳ در تهران متولد شد. تا پنجم ابتدایی در دبستان‌های شرف مظفری و ادب درس خواند ولی سال ششم ابتدایی را در گرگان و دورهٔ اول دبیرستان را در شهرستان ساری و دورهٔ دوم دبیرستان را در مدرسهٔ امیرکبیر (دارالفنون) به پایان رساند. پس از تحصیلات ابتدائی وارد دانشکده حقوق شد، و در رشته قضائی موفق به اخذ درجه لیسانس شد. مدتی در وزارت دادگستری خدمت می‌کرد، و سالها در سمتهای مختلف بود، او نیز در وزارت دارائی خدمت کرده و وی از غزل‌سرایان بنام معاصر است.
شاعر، مترجم و نوازنده. در تهران به دنیا آمد. پس از گذراندن تحصیلات ابتدایی و متوسطه، در ۱۳۱۵ ش به اخذ لیسانس از دانشکده حقوق نایل شد و در همین سال بود که به انجمن‌های ادبی تهران راه یافت و با شعرای هم عصر خود آشنا گردید. وی هنگام تحصیل در دانشکده حقوق، در دانشکده معقول و منقول (الهیات و معارف اسلامی) هم به تحصیل پرداخت و زمانی که از طرف وزارت دادگستری در شیراز به سر می‌برد، «جامع المقدمات» و «مغنی» و «مطول» تفتازانی و «شرح منظومه» ملاهادی سبزواری و مقداری از «اسفار اربعه» را نزد میرزا علی حکیم آموخت. ورزی در ۱۳۲۰ ش در کابینه اول قوام السلطنه به سمت «بازرس مخصوص نخست‌وزیر» انتخاب شد و از آن پس عهده‌دار مشاغل مختلفی چون رئیس هیئت مدیره و مدیرعامل شرکت فلاحتی خراسان، مدیرکل مالی شهرداری تهران، رئیس هیئت مدیره شرکت چای گیلان، عضو هیئت اعزامی برای خلع ید تأسیسات نفت در زمان محمد مصدق و غیره بود. او از همان دوران کودکی با شعر و ادب و موسیقی آشنا شد و در محضر اساتیدی مانند موسی نی داوود، نواختن تار و ویولن و سه تار را آموخت و با ابوالحسن صبا، حسین تهرانی، روح اللّه خالقی، علینقی وزیری، غلامحسین بنان، قمرالملوک وزیری، تاج اصفهانی و بسیاری از هنرمندان دیگر مصاحب و معاشر بود. ورزی شاعری غزل‌سرا بود، اما در انواع شعر فارسی نیز طبع آزمایی کرده‌است. وی زبان فرانسه را خوب می‌دانست و اشعاری نیز به این زبان سروده و آثاری را ترجمه کرده‌است. از کودکی با تار و ویولن و سه تار آشنا شد و اساتیدی چون موسی و مرتضی نی داود به وی تعلیم دادند. گفتن شعر را از سن یازده سالگی شروع کرد و هدایت و تشویق پدرش موجب پیشرفت وی در شعر شد. از سال ۱۳۱۵ در انجمن‌های ادبی رفت و آمد می‌کرد. در یکی از جلسات ادبی با فصیح الزمان رضوانی، شاعر شیرازی، آشنا شد و او را تخلص «طالع» را برایش انتخاب نمود ولی او هیچ وقت خود را مقید به قید تخلص نکرد.
ابوالحسن ورزی، از اوایل تأسیس رادیو، کم و بیش اشعارش بوسیله هنرمندان در رادیو اجرا می‌شد، ولی در سال ۱۳۳۸ رسماً به رادیو رفت و اولین شعری که وی در این سال ساخت توسط غلامحسین بنان در «بیات اصفهان» که آهنگ آن را مهندس همایون خرم ساخته بود، خوانده شد چنین بود: «آمد اما در نگاهش آن نوازش‌ها نبود» که بعدها چند خواننده دیگر، این شعر را در رادیو اجرا کردند.

## آثار
نخستین مجموعه غزلیات او در سال ۱۳۵۸ به نام سخن عشق منتشر گردید. گذشته از غزل در انواع شعر فارسی از قبیل قصیده، ترکیب بند، ترجیع بند، مخمس، مسدس، مثنوی، رباعی و دو بیتی طبع آزمایی نمود. از وی منظومه‌های عشقی و عرفانی و اجتماعی و حماسی و وطنی و مذهبی (در مدح و رثای) ائمه اطهار به جا مانده‌است. «صدای آشنا» و «ترانه‌های درد» دو نمونه از منظومه‌های یاد شده‌است (این دو منظومه در یک کتاب در سال ۱۳۶۸ منتشر شد). کتاب دیگر او «پرتو راز» نام دارد که در مورد زندگانی پیامبر اسلام است که به اتفاق غلامحسین جواهری وجدی سروده شده‌است. آثاری که از وی ترجمه شده‌است از این قرار است: دو کتاب از آندره موروآ به نام‌های: بررسی‌های ادبی و هفت صورت عشق و کتاب دیگری به نام نغمه پرداز نامرد (اثر فئودر داستایوسکی) که در روزنامه «ایران ما» به چاپ رسید.
از آثار منظوم او: «سخن عشق»؛ «رهاورد عمر»؛ «دیوان» شعر. از ترجمه‌های وی: «بررسی‌های ادبی» و «هفت صورت عشق» از آندره موروا؛ «نغمه پرداز نامرد» که نام داستانی از داستایوفسکی است به نام «نیه توچکانبتروانف».

### شعر مستی رؤیا
| آمد اما در نگاهش آن نوازش‌ها نبود     |  | چشم خواب آلوده‌اش را مستی رؤیا نبود   |
| نقش عشق و آرزو از چهره دل شسته بود   |  | عکس شیدایی در آن آئینه سیما نبود     |
| لب همان لب بود اما بوسه‌اش گرمی نداشت |  | دل همان دل بود اما مست و بی‌پروا نبود |
| در دل بیزار من جز بیم رسوایی نداشت   |  | گرچه روزی هم‌نشین جز با من رسوا نبود  |
| دیدم آن چشم درخشان را ولی در آن صدف  |  | گوهر اشکی که من می‌خواستم پیدا نبود   |
| در نگاه سرد او غوغای دل خاموش بود    |  | برق چشمش را نشان از آتش سودا نبود    |
| بر لب لرزان من فریاد دل خاموش شد     |  | آخر تنها امید جان من تنها نبود       |
| جز من و او دیگری هم بود اما ای دریغ  |  | آگه از حال دلم زان درد جان‌فرسا نبود  |
| ای نداده خوشه‌ای زان خرمن زیباییم     |  | تا نبودی در کنارم زندگی زیبا نبود    |

## نامگذاری خیابان
در تاریخ ۲۷ آبان ۱۳۹۹ خیابان پوریا در محدوده کلاهدوز بنام ابوالحسن ورزی تغییر نام یافت.